# Svastra grandissima
Svastra grandissima är en biart som först beskrevs av Cockerell 1905.  Svastra grandissima ingår i släktet Svastra och familjen långtungebin. Inga underarter finns listade i Catalogue of Life.